# 10 هـ
10 هـ هي سنة في التقويم الهجري امتدت مقابلةً في التقويم الميلادي سنتي 631 و632.

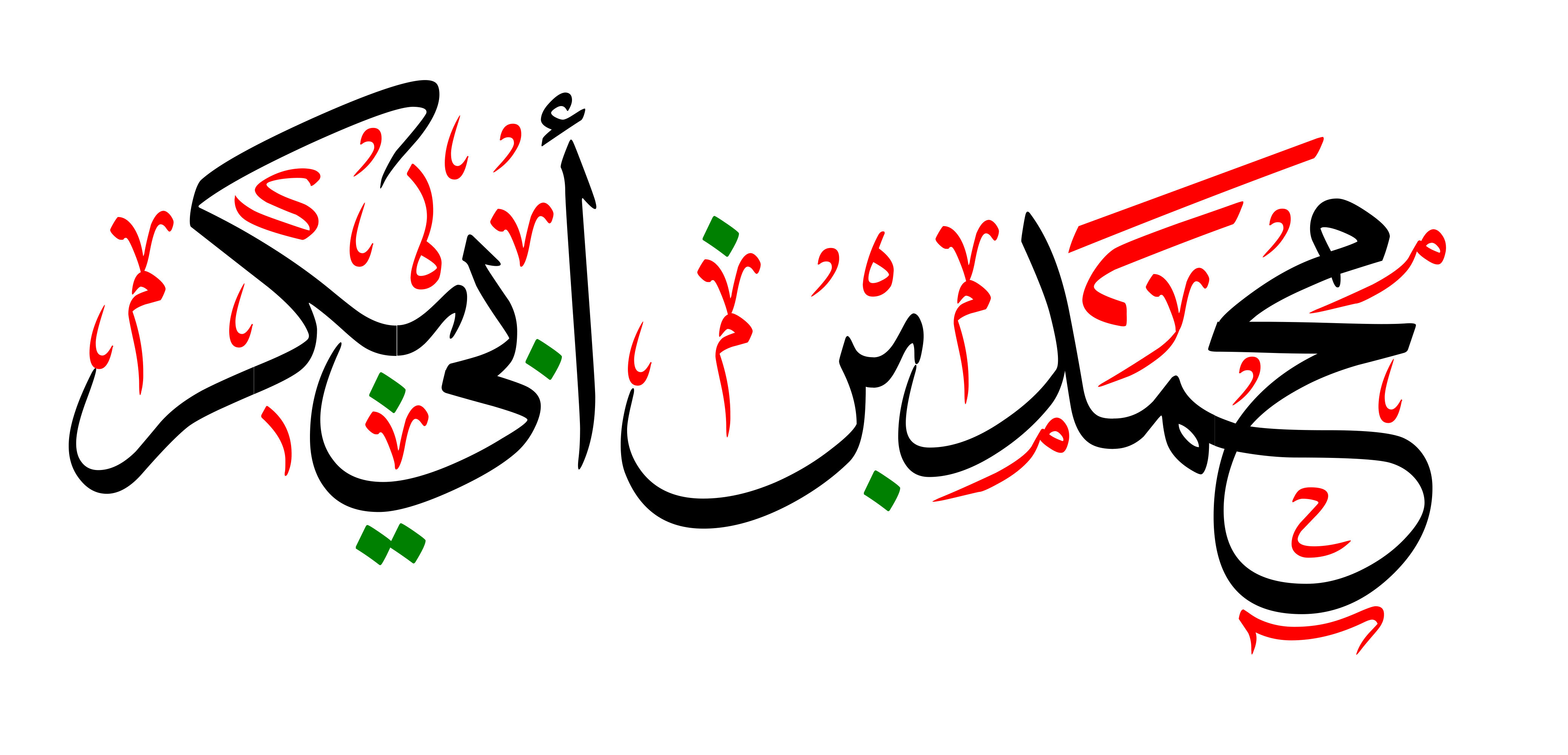
محمد بن أبي بكر

## أحداث
- حجة الوداع، حج النبي محمد حجته الأولى والأخيرة
- ادعاء مسيلمة الكذاب النبوة
- سرية علي بن أبي طالب إلى اليمن
- إسلام أهل نجران

## مواليد
- محمد بن أبي بكر

## وفيات
- توفي ابن رسول الإسلام محمد بن عبد الله إبراهيم وهو صغير، وذلك في التاسع والعشرين من شوال.
- ضباعة بنت عامر